# Arachis cardenasii
Arachis cardenasii es una especie de planta floral del género Arachis, categorizada en la tribu Dalbergieae, de la subfamilia Faboideae.

## Distribución
Especie nativa de América del Sur: Bolivia y Paraguay. Crece en el bioma tropical.

## Taxonomía
Fue descrita por Krapov. & W.C.Greg. y publicada en Bonplandia (Corrientes) 8: 139 (1994).